# Moranville
Moranville ist eine französische Gemeinde mit 103 Einwohnern (Stand: 1. Januar 2022) im Département Meuse in der Region Grand Est (vor 2016: Lothringen). Die Gemeinde gehört zum Arrondissement Verdun und zum Kanton Belleville-sur-Meuse. 

## Geographie
Moranville liegt etwa 16 Kilometer östlich von Verdun am Flüsschen Eix. Umgeben wird Moranville mit den Nachbargemeinden Abaucourt-Hautecourt im Norden, Herméville-en-Woëvre im Nordosten, Grimaucourt-en-Woëvre im Osten, Blanzée im Süden, Moulainville im Südwesten und Westen sowie Eix im Westen.

## Bevölkerungsentwicklung
| Jahr                       | 1962 | 1968 | 1975 | 1982 | 1990 | 1999 | 2006 | 2019 |
| Einwohner                  | 92   | 82   | 75   | 73   | 85   | 98   | 91   | 105  |
| Quellen: Cassini und INSEE |      |      |      |      |      |      |      |      |

## Sehenswürdigkeiten
- Kirche Saint-Jean-Baptiste aus dem 19. Jahrhundert, wieder errichtet 1925

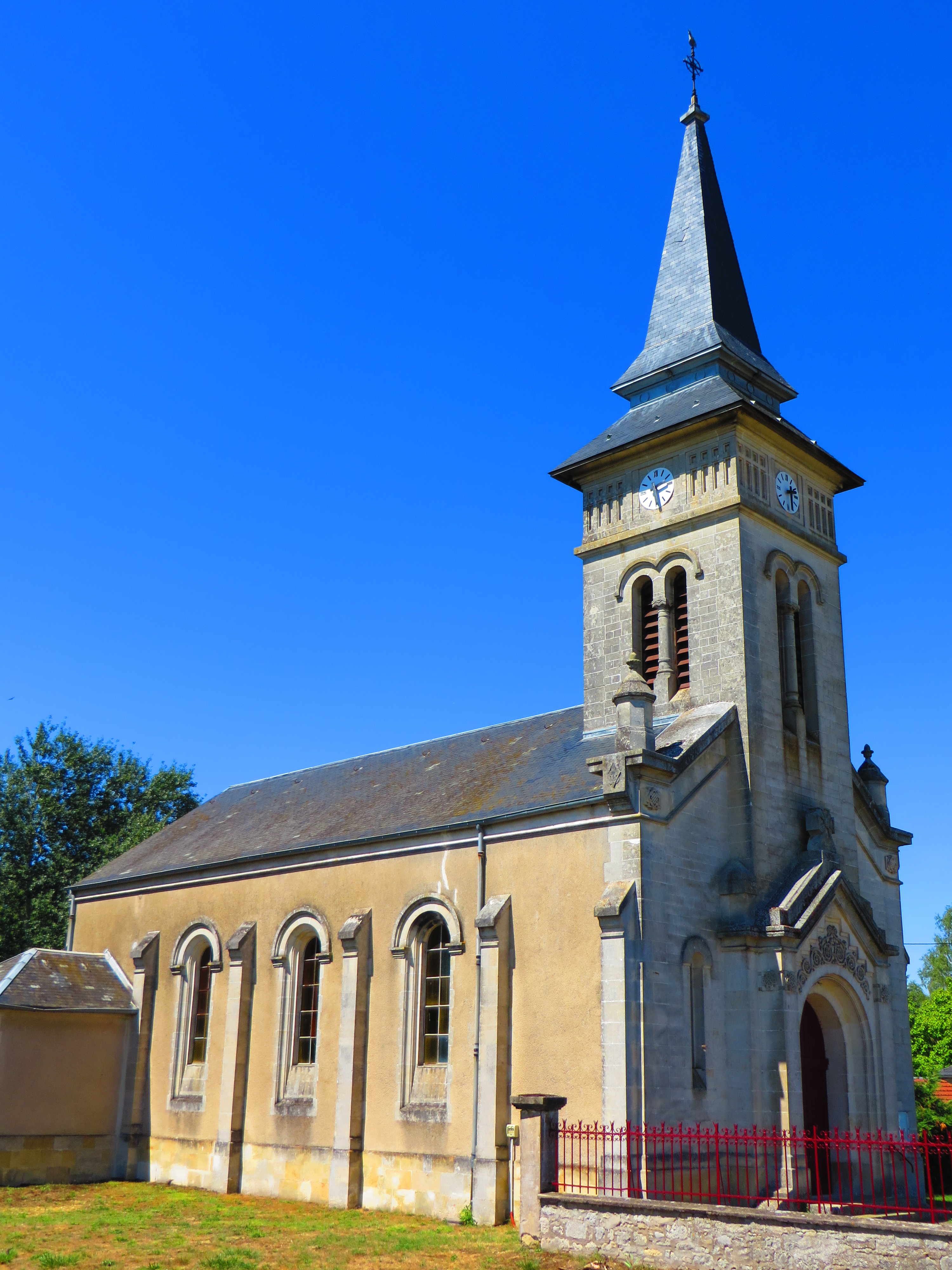
Kirche Saint-Jean-Baptiste